# Marceline Day
Pour les articles homonymes, voir Day.
Marceline Day (née le 24 avril 1908 à Colorado Springs et morte le 16 février 2000 à Cathedral City) est une actrice américaine de cinéma.

## Biographie
Marceline Day est notamment connue pour son rôle de Sally dans L'Opérateur ((The Cameraman)) d'Edward Sedgwick et Buster Keaton (1928).

## Filmographie partielle
- 1925 : The Party de Zion Myers
- 1925 : The White Outlaw de Clifford S. Smith : Mary Gale
- 1925 : Les Orphelins de la mer (The Splendid Road) de Frank Lloyd
- 1926 : Looking for Trouble (en) de Robert N. Bradbury : Tulip Hellier
- 1927 : Londres après minuit (London After Midnight) de Tod Browning : Lucille Balfour
- 1927 : Le Chevalier pirate (The Road to Romance) de John S. Robertson
- 1927 : L'Étrange Aventure du vagabond poète (The Beloved Rogue) d'Alan Crosland : Charlotte de Vaucelles
- 1927 : Captain Salvation de John S. Robertson
- 1928 : Un certain jeune homme (A Certain Young Man) de Hobart Henley
- 1928 : L'Opérateur (The Cameraman) d'Edward Sedgwick et Buster Keaton : Sally
- 1928 : Le Loup de soie noire (The Big City) de Tod Browning : Sunshine
- 1928 : L'honneur commande (Freedom of the Press) de George Melford
- 1928 : Detectives de Chester M. Franklin
- 1929 : Le Martyr imaginaire (A Single Man)  de Harry Beaumont
- 1929 : L'Affaire Manderson de Howard Hawks
- 1929 : Les Endiablées (The Wild Party) de Dorothy Arzner : Faith Morgan
- 1929  : The Jazz Age de Lynn Shores (en)
- 1929 : La Revue des revues (The Show of Shows) de John G. Adolfi
- 1932 : The King Murder de Richard Thorpe
- 1933 : L'Attaque rouge (The Telegraph Trail) de Tenny Wright